# GemeenteBelangen (Aalten)
GemeenteBelangen is een lokale politieke partij in de Gelderse gemeente Aalten. De partij is opgericht in 1966 in de toenmalige gemeente Dinxperlo, die in 2005 is gefuseerd met het grotere Aalten. De partij heeft nog steeds een groot deel van haar mandaat in deze voormalige gemeente, maar haalt tegenwoordig ook stemmen uit andere delen van de nieuwe fusiegemeente. Enkele van de speerpunten in het verkiezingsprogramma van 2022 zijn een uitbreiding van de recreatievoorzieningen in de gemeente, behoud van het zwembad in Dinxperlo en het ontwikkelen van een industrieterrein bij de kern Aalten. In de periode 2022-2026 levert de partij een wethouder.

## Verkiezingen
De partij heeft bij verschillende verkiezingen de volgende zetelaantallen behaald:

### Gemeente Dinxperlo (1966-2004)
| Jaar | Stemmen | %   | Zetels |
| ---- | ------- | --- | ------ |
| 1966 | 409     | 14% | 2 / 11 |
| 1970 | 249     | 9%  | 1 / 13 |
| 1974 | 410     | 13% | 2 / 13 |
| 1978 | 457     | 13% | 1 / 13 |
| 1982 | 544     | 14% | 2 / 13 |
| 1986 | 575     | 13% | 2 / 13 |
| 1990 | 793     | 20% | 3 / 13 |
| 1994 | 1.508   | 37% | 5 / 13 |
| 1998 | 1.373   | 36% | 5 / 13 |
| 2002 | 1.324   | 33% | 4 / 13 |

### Gemeente Aalten (2005-heden)
| Jaar | Stemmen | %   | Zetels |
| ---- | ------- | --- | ------ |
| 2004 | 1.260   | 11% | 2 / 21 |
| 2010 | 2.447   | 20% | 4 / 21 |
| 2014 | 2.338   | 19% | 4 / 21 |
| 2018 | 3.063   | 24% | 5 / 21 |
| 2022 | 2.530   | 19% | 4 / 21 |